# ستة على ستة (فلم)
فيلم كوميدي عراقي سيناريو واخراج المخرجة العراقية الشهيرة خيرية منصور ، ومن بطولة قاسم الملاك وليلى محمد ويعتبر الفيلم يعتبر نقلة نوعية في تأريخ السينما الكوميدية العراقية وأحد أهم الأفلام الكوميدية العراقية لحد الآن. وهو من إنتاج شركة بابل للإنتاج السينمائي والتلفزيوني عام 1988.
يتناول الفيل قصة شاب اسمه نبيل (قاسم الملاك) مرتبط بعلاقة حب مع عفاف (ليلى محمد) ولكنه يعاني من عقدة لبس النظارات مما يتسبب له بالكثير من المواقف المحرجة في حياته اليومية والعائلية وتتأثر علاقته بحبيبته التي يكتشف أنها تلبس النظارات فيما بعد وبسبب عدم اعترافه بضعف بصره تتسبب له المشاكل في دائرة عمله وتسوء علاقته مع مدبره المباشر في العمل (شهاب أحمد) ويتم نقله من مكان عمله إلى مكان آخر خارج بغداد، ويتعرف على دكتورة بيطرية (أمل سنان) ويقع في غرامها حتى يكتشف أنها تلبس النظارات أيضاَ، ثم يقرر قيما بعد العودة إلى حبيبته السابقة (عفاف) ويرضخ للأمر الواقع ويلبس النظارة الطبية.

## وصلة خارجية
نسخة كاملة من الفيلم على اليوتيوب على يوتيوب